# Голофеевское сельское поселение
Голофеевское сельское поселение — сельское поселение в Волоконовском районе Белгородской области.
Административный центр — село Голофеевка.

## История
Статус и границы сельского поселения установлены Законом Белгородской области от 20 декабря 2004 года № 159 «Об установлении границ муниципальных образований и наделении их статусом городского, сельского поселения, городского округа, муниципального района»

## Население
| 2010 | 2011 | 2012 | 2013 | 2014 | 2015 | 2016 | 2017 | 2018 |
| ---- | ---- | ---- | ---- | ---- | ---- | ---- | ---- | ---- |
| 728  | ↘725 | ↘718 | ↘692 | ↗701 | ↘673 | ↘668 | ↘648 | ↘641 |
| 2019 | 2020 | 2021 |      |      |      |      |      |      |
| ↘632 | ↘630 | ↗676 |      |      |      |      |      |      |

## Состав сельского поселения
В состав сельского поселения входят 6 населённых пунктов:
| № | Населённый пункт | Тип населённого пункта       | Население |
| - | ---------------- | ---------------------------- | --------- |
| 1 | Александровка    | село                         | ↘117      |
| 2 | Ветчининово      | село                         | ↘123      |
| 3 | Владимировка     | хутор                        | ↘72       |
| 4 | Голофеевка       | село, административный центр | ↘342      |
| 5 | Рай              | посёлок                      | ↘8        |
| 6 | Ульяновка        | хутор                        | ↘66       |

## Местное самоуправление
Администрация
Телефон: (47235) 4-01-94
Глава администрации
- Есина Надежда Анатольевна